# Нарынов, Сакен Жомартович
Сакен Жомартович Нарынов (16 октября 1946, Есик, Алма-Атинская область — 5 августа 2023, Алма-Ата) — советский и казахстанский архитектор, профессор КазГАСА.

## Биография
Родился 16 октября 1946 года в селе Иссык, Алма-Атинской области.
В 1970 году окончил архитектурный факультет Казахского политехнического института. С 1976 по 1987 год — преподаватель кафедры теории и истории архитектуры Алма-Атинского архитектурно-строительного института.
Автор пяти изобретений и 34 научных статей (на темы теории и истории мобильной архитектуры, топологии в приложении к архитектуре), опубликованных в отечественной и зарубежной печати; создал более 80 проектных разработок в различных областях архитектуры, строительства, прикладной геометрии и топологии, промышленного дизайна; создатель и руководитель лаборатории проектного прогнозирования Союза дизайнеров Казахстана (сейчас она именуется мастерской Сакена Нарынова «Копкырлы» («Многогранный»).
Объекты и проекты мастера экспонировались более чем на 30 выставках и конкурсах в России, Болгарии, Туркмении, Японии, Германии, Франции, Перу, Копенгагене, в Казахстане (Астане, Алматы, Кокшетау).
Умер 5 августа 2023 года на 77-м году жизни.

## Творчество
Работы Сакена Нарынова реализованы в скульптурных композициях, чаще бронзовых фигурах, символизирующих единство и взаимосвязь внешних и внутренних сторон окружающего мира. Они украшают многие города Казахстана. Например, только в Алматы установлено пять его работ. В их числе «Пространственная композиция», установленная на улице имени Тулебаева перед Центром современного искусства; «Асык удачи», которым алматинцы любуются на проспекте Сейфуллина перед музеем спорта и туризма; «Глобализация», украшающая улицу имени Сатпаева.

### Музейно-мемориальный комплекс жертв политических репрессий и тоталитаризма «АЛЖИР»
Музейно-мемориальный комплекс жертв политических репрессий и тоталитаризма «АЛЖИР» открыт 31 мая 2007 года по инициативе Президента Республики Казахстан Назарбаева Н. А. в ауле Акмол Целиноградского района Акмолинской области, на месте прежней 26 точки трудпоселения, где было создано Акмолинское отделение Карла-га, которое позже получило название Акмолинский лагерь жен изменников Родины (АЛЖИР). Открытие музея было приурочено к 10-летию со дня принятия в 1997 году «Указа об установлении дня памяти жертв политических репрессий — 31 мая», 70-летию с момента начала массовых политических репрессий.

### Монумент дружбы народов «Достык»
Памятник высотой 8 метров изображает чашу, в центре которой три фигуры из бронзы с переплетёнными руками, устремляющимися ввысь. «Пожатие руки означает, что у людей нет оружия, и они желают друг другу мира, — сказал С. Нарынов, — когда несколько человек берутся за руки и образуют круг, это означает, что они согласны друг с другом». В мае 2003 года президент Казахстана Нурсултан Назарбаев открыл в Астане Монумент дружбы народов «Достык». «Мы открываем особенный памятник. Очень символично, что он сооружён напротив Дворца молодежи», — сказал Н. Назарбаев.

## Работы находятся в собраниях
Работы находятся в фондах Национального музея Республики Казахстан (г. Астана).

## Персональные выставки
2010 — Персональная выставка «Магия архитектуры Сакена Нарынова» в выставочном комплексе «Көрме» г. Астана.
30 апреля 2015 года в Национальном музее Республики Казахстан открылась ретроспективная выставка Сакена Нарынова «Во Времени и в Пространстве». На выставке представлены 16 уникальных скульптур, одновременно являющимися и эстетическими объектами и сложными техническими изобретениями. Выставка объединила лучшие произведения Сакена Нарынова за последние 20 лет, суммируя основной круг его художественно-научных поисков.

## Выставки
- 2011 — Выставка современного искусства Центральной Азии «Между небом и землей», г. Лондон.
- Объекты и проекты мастера экспонировались более чем на 30 выставках и конкурсах в России, Болгарии, Туркмении, Японии, Германии, Франции, Перу, Копенгагене, в Казахстане (Астане, Алматы, Кокшетау).

## Конкурсы
Дипломант многих международных и отечественных конкурсов. Среди них — московский международный конкурс «Жилище будущего» — 1-е место, японский — «Красивый дом» — 20 лучших проектов, итальянский — «Мобильное жилище» — поощрительная премия, алматинский — «Экологическое жилище» — 2-е место. В числе его наград и первые премии Международного жюри казахстанских выставок-конкурсов «Проект памятника воинам-интернационалистам» и «Сувенир Казахстана».